# آگوستا (مین)

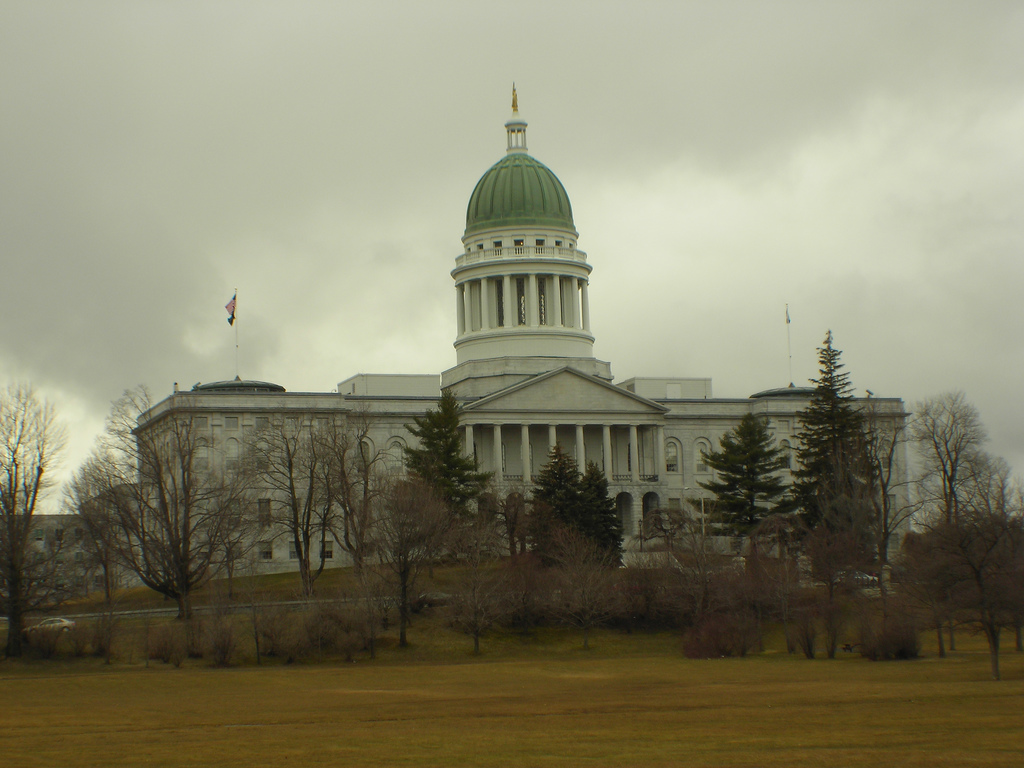
مرکز ایالتی و مجلس مین در آگوستا قرار دارد.

آگوستا (به انگلیسی: Augusta) مرکز ایالت مِین آمریکاست. این شهر نزدیک به ۸۰٬۰۰۰ سکنه دارد.